# ATP Challenger Columbus-2
Das ATP Challenger Columbus-2 (offizieller Name: Columbus II Challenger) war ein Tennisturnier in Columbus, das 2016 einmal ausgetragen wurde. Es war Teil der ATP Challenger Tour und wurde in der Halle auf Hartplatz ausgetragen.

## Liste der Sieger

### Einzel
| Jahr | Sieger        | Finalgegner     | Ergebnis      |
| ---- | ------------- | --------------- | ------------- |
| 2016 | Stefan Kozlov | Tennys Sandgren | 6:1, 2:6, 6:2 |

### Doppel
| Jahr | Sieger                     | Finalgegner                   | Ergebnis |
| ---- | -------------------------- | ----------------------------- | -------- |
| 2016 | David O’Hare Joe Salisbury | Luke Bambridge Cameron Norrie | 6:3, 6:4 |